# 3117 Niepce
3117 Niepce је астероид главног астероидног појаса са средњом удаљеношћу од Сунца која износи 2,846 астрономских јединица (АЈ).
Апсолутна магнитуда астероида је 12,3.